# Championnats du monde de badminton 2022
Navigation
Huelva 2021 Copenhague 2023
Les championnats du monde de badminton 2022, 27e édition de cette compétition, ont lieu du 22 au 28 août 2022 au Tokyo Metropolitan Gymnasium, à Tokyo, au Japon.

## Sélection de la ville hôte
Tokyo a reçu l’événement en novembre 2018 lors de l’annonce de 18 événements majeurs de badminton de 2019 à 2025.

## Nations participantes
364 joueurs de 46 pays participent à ces championnats. Le nombre entre parenthèses indique le nombre de participants par pays.
- Allemagne (14)
- Angleterre (8)
- Autriche (4)
- Azerbaïdjan (1)
- Belgique (2)
- Birmanie (1)
- Brésil (5)
- Bulgarie (3)
- Canada (7)
- Chine (20)
- Corée du Sud (17)
- Danemark (17)
- Écosse (7)
- Égypte (3)
- Espagne (5)
- Estonie (3)
- États-Unis (9)
- Finlande (2)
- France (16)
- Guatemala (4)
- Hong Kong (11)
- Inde (27)
- Indonésie (24)
- Irlande (5)
- Israël (3)
- Italie (2)
- Japon (32)
- Malaisie (27)
- Maldives (2)
- Maurice (2)
- Mexique (3)
- Nigeria (1)
- Norvège (2)
- Nouvelle-Zélande (3)
- Pays-Bas (7)
- Pérou (2)
- Portugal (1)
- Singapour (8)
- Slovaquie (1)
- Sri Lanka (4)
- Suède (3)
- Taipei chinois (14)
- Tchéquie (6)
- Thaïlande (17)
- Ukraine (6)
- Viêt Nam (3)

## Médaillés
| Event                             | Or                        | Argent                         | Bronze                                      |
| --------------------------------- | ------------------------- | ------------------------------ | ------------------------------------------- |
| Simple hommes résultats détaillés | Viktor Axelsen            | Kunlavut Vitidsarn             | Chou Tien-chen                              |
| Simple hommes résultats détaillés | Viktor Axelsen            | Kunlavut Vitidsarn             | Zhao Junpeng                                |
| Simple dames résultats détaillés  | Akane Yamaguchi           | Chen Yufei                     | An Se-young                                 |
| Simple dames résultats détaillés  | Akane Yamaguchi           | Chen Yufei                     | Tai Tzu-ying                                |
| Double hommes résultats détaillés | Aaron Chia Soh Wooi Yik   | Mohammad Ahsan Hendra Setiawan | Fajar Alfian Muhammad Rian Ardianto         |
| Double hommes résultats détaillés | Aaron Chia Soh Wooi Yik   | Mohammad Ahsan Hendra Setiawan | Satwiksairaj Rankireddy Chirag Shetty       |
| Double dames résultats détaillés  | Chen Qingchen Jia Yifan   | Kim So-yeong Kong Hee-yong     | Mayu Matsumoto Wakana Nagahara              |
| Double dames résultats détaillés  | Chen Qingchen Jia Yifan   | Kim So-yeong Kong Hee-yong     | Puttita Supajirakul Sapsiree Taerattanachai |
| Double mixte résultats détaillés  | Zheng Siwei Huang Yaqiong | Yuta Watanabe Arisa Higashino  | Wang Yilyu Huang Dongping                   |
| Double mixte résultats détaillés  | Zheng Siwei Huang Yaqiong | Yuta Watanabe Arisa Higashino  | Mark Lamsfuß Isabel Lohau                   |

## Tableau des médailles
- Pays organisateur

| Rang  | Nation         | Or | Argent | Bronze | Total |
| ----- | -------------- | -- | ------ | ------ | ----- |
| 1     | Chine          | 2  | 1      | 2      | 5     |
| 2     | Japon          | 1  | 1      | 1      | 3     |
| 3     | Danemark       | 1  | 0      | 0      | 1     |
| 3     | Malaisie       | 1  | 0      | 0      | 1     |
| 5     | Indonésie      | 0  | 1      | 1      | 2     |
| 5     | Corée du Sud   | 0  | 1      | 1      | 2     |
| 5     | Thaïlande      | 0  | 1      | 1      | 2     |
| 8     | Taipei chinois | 0  | 0      | 2      | 2     |
| 9     | Allemagne      | 0  | 0      | 1      | 1     |
| 9     | Inde           | 0  | 0      | 1      | 1     |
| Total | Total          | 5  | 5      | 10     | 20    |